# Trafana minima
Trafana minima là một loài tò vò trong họ Ichneumonidae.